# 釧路国

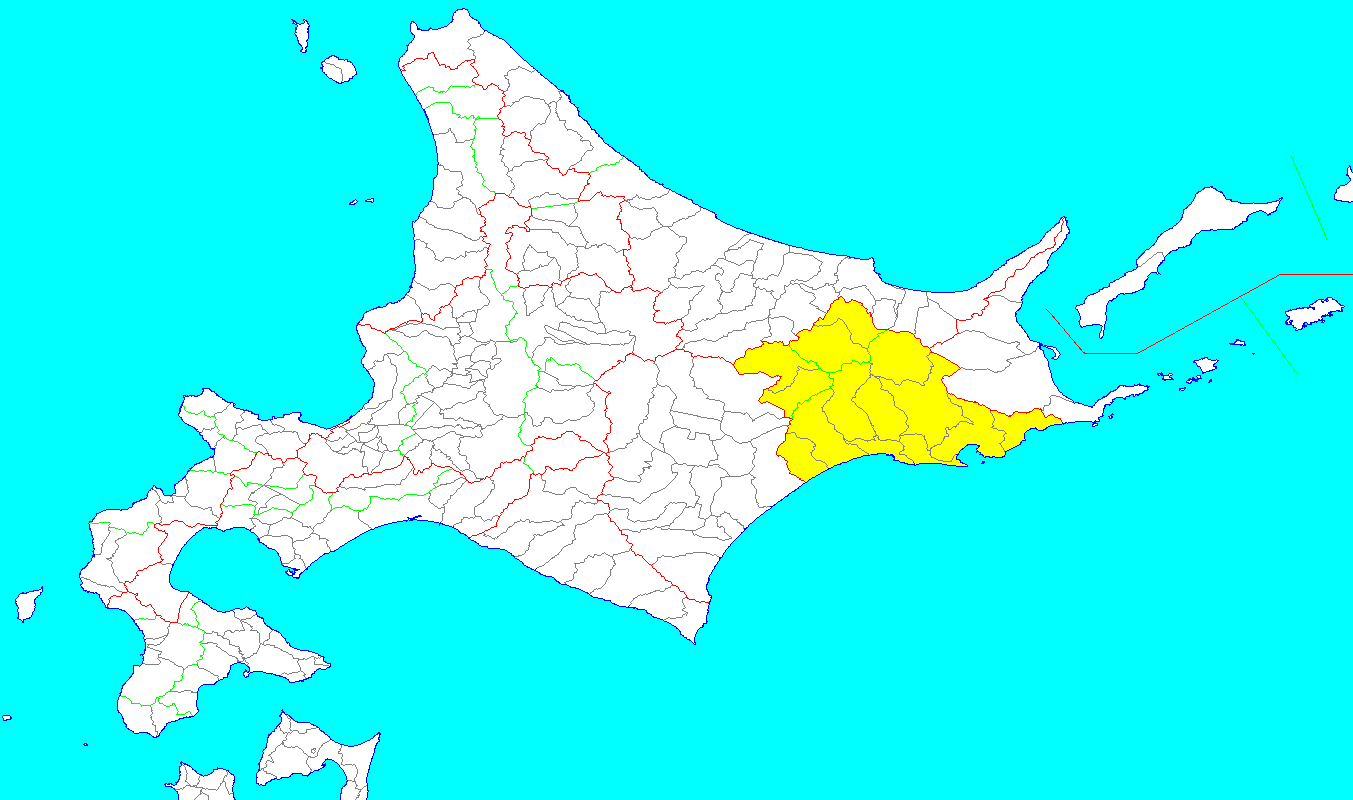
釧路国の範囲（1869年8月15日）

釧路国（くしろのくに）は、大宝律令の国郡里制を踏襲し戊辰戦争（箱館戦争）終結直後に制定された日本の地方区分の国の一つである。五畿八道のうち北海道に含まれた。道東に位置し、領域は現在の釧路総合振興局および十勝総合振興局管内にある足寄郡の大半（足寄町のうち合併前の旧足寄村にあたる利別川以東及び陸別町）にあたるが、設置当初は現在のオホーツク総合振興局管内の美幌町・津別町にあたる地域も含んでいた。

## 沿革
ここでは釧路国成立までについても記述する。
鎌倉時代から室町時代にかけて、釧路国域にも日の本と呼ばれる蝦夷（えぞ）がおり、蝦夷沙汰職・蝦夷管領はこれを統括していた。（『諏訪大明神絵詞』）
江戸時代、釧路国域には松前藩によってクスリ場所とアッケシ場所が開かれ、松前藩家臣の知行地とされた。漁場の状況については北海道におけるニシン漁史を、
藩の出先機関の機能も兼ね備えた運上屋では撫育政策としてオムシャなども行われた。また、釧路と厚岸には北前船が寄航した。後の郡との相対は下記の通りである。
- アッケシ場所・・・厚岸郡
- クスリ場所・・・現在の釧路市を中心とするその他の地域に相当する

※白糠郡域にはシラヌカ場所も開かれていたが、後にクスリ場所に編入された
江戸時代以前から明治時代初頭の交通について、陸上交通は、沿岸部沿いに渡島国の箱館から千島国方面に至る道の途上となっており、文化2年には十勝国十勝郡大津から釧路郡に至る道（国道38号の前身）が開削され、釧路郡から厚岸郡（道道根室浜中釧路線の前身）については寛政11年から12年にかけて釧路 - 仙鳳趾（せんぽうし、現釧路郡釧路町）間9里（35.3km）の道を開削、文化5年には箱館奉行の許可を受け厚岸在住の士丹羽金助が蝦夷を雇い、厚岸-仙鳳趾間約5里半（21.6km）を開削している。厚岸以東については厚岸から厚岸郡琵琶瀬（現厚岸郡浜中町）に至る7里19町（29.6.km）、琵琶瀬から根釧国境を越え根室国根室郡初田牛（現根室市）までの7里28町（30.5.km）の道や、厚岸から円朱別（ノコベリベツ、現厚岸郡浜中町）までの6里18町（25.5.km）、円朱別から厚岸郡姉別（アンネベツ、現浜中町）まで5里6町（20.3.km）の道のほか、厚岸から姉別間は厚岸から厚岸湖を経て別寒辺牛（ベカンペウシ）川をさかのぼり、辺寒辺牛（現厚岸郡厚岸町）で上陸して姉別に至る経路や、厚岸郡姉別から根釧国境を越え根室国根室郡西別（昭和47年以後の野付郡別海町別海地区）に至る川船6里（23.6km）余の経路もあった。このほか、文化5年から文化7年にかけて白糠在勤の幕吏・大塚忽太郎によって白糠郡庶路から阿寒郡や網尻郡を経て釧路・北見国境を越え、北見国網走郡の新栗履（にくりばけ、今の網走市藻琴）に至る46里（180.7km）の網走越（国道240号などの前身）や享和元年八王子千人同心によって川上郡虹別（現標茶町）から摩周湖の東を通り北見国斜里郡トンダベックシを結ぶ斜里山道なども開削された。また、釧路国内の河川には藩政時代から廃使置県までの間9箇所の渡船場数があり渡し船なども運行されていた。海上交通は、和人地や畿内・千島国などとの間に北前船の航路が開かれ釧路や厚岸などにも寄航していた。また、厚岸郡姉別から根室国根室郡根室まで海上9里（35.3km）余の航路も開かれていた。
江戸時代初期の寛文9年6月、日高国域を中心に蝦夷（アイヌ）が武装蜂起したシャクシャインの戦いがあり、釧路国域でも和人が殺害された。元禄14年になると、アッケシ場所から分離しキイタップ場所（現浜中町）が開かれている（後にアッケシ場所に再統合）。
江戸時代中期の寛延4年には釧路郡域内（後の釧路市城山）に蝦夷によってモシリヤチャシが築造されている。寛政4年には漂流民・大黒屋光太夫と磯吉をともない、アダム・ラクスマンが通商を求め箱館・松前へ向かう途中厚岸に入港。
江戸時代後期、釧路国域は東蝦夷地に属していた。国防のため寛政11年東蝦夷地は公議御料（幕府直轄領）とされ、翌12年には伊能忠敬による沿岸部の測量と八王子千人同心･原半左衝門以下50人の入地があり、享和2年シラヌカ場所がクスリ場所に吸収されている。文政4年には一旦松前藩領に復したものの、安政2年再び公議御料となり仙台藩が厚岸に出張陣屋を築き警固を担当した。開国直後の安政4年、現在の白糠町に相当する地域では釧路炭田の開発が開始されている。安政6年の6藩分領以降も、大部分は天領（仙台藩警固地）のままであったが、厚岸が仙台藩領となっていた。
その他、釧路国域では摩周温泉と雌阿寒温泉が古くから知られていたようである。
- 明治2年（1869年）8月15日に釧路国7郡が制定され、36村が属した。また、同年7月から明治4年（1871年）8月ころまで佐賀藩を中心に、兵部省、福山藩の所領となり分領支配が行われる。
- 明治14年（1881年）7月に、網尻郡を北見国網走郡に移管・合併させた。同年、厚岸郡の落石村と昆布森村を根室国花咲郡へ移管・編入。
- 明治15年（1882年）2月8日、廃使置県にともない根室県の所管となる。

## 領域
1869年（明治2年）の制定時の領域は、現在の北海道釧路総合振興局管内に下記を加えた区域に相当する。
- 根室市の一部（長節・昆布盛・浜松・落石東・落石西および別当賀の南部・初田牛の南部[注釈 2]）
- 足寄郡足寄町の一部（利別川・足寄川・稲牛川より北東）
- 足寄郡陸別町の大部分（斗満川以南を除く）
- 網走郡津別町・美幌町[注釈 3]

## 国内の施設

### 寺院
寺院は、蝦夷三官寺の一つとして文化元年（1804年）に建立された国泰寺が厚岸郡厚岸町にある。

### 神社
神社は、最上徳内によって建立された神明社を起源とする厚岸神社や釧路郡の厳島神社は寛政年間の創建、白糠郡の厳島神社は文化年間の創建、厚岸真龍神社は安政4年の創建である。
- 白糠郡 厳島神社（白糠郡白糠町）
- 釧路郡 厳島神社（釧路市）
- 厚岸郡 神明社 （現厚岸神社、厚岸郡厚岸町）
- 厚岸郡 厚岸真龍神社 （厚岸郡厚岸町）

※厳島神社（釧路郡）の御朱印は「釧路一之宮 厳島神社」となっており、旧社格は県社であった。

## 地域

### 郡
釧路国は以下の7郡で構成された。
- 足寄郡
- 白糠郡
- 釧路郡
- 阿寒郡
- 網尻郡（現在は消滅）
- 川上郡
- 厚岸郡

### 江戸時代の藩
- 松前藩領、松前氏（1万石各→3万石各）1599年 - 1799年・1821年 - 1855年（釧路国全域）
- 仙台藩厚岸出張陣屋、1859年 - 1868年（厚岸場所）

分領支配時の藩
- 福山藩領、1870年 - 1871年（足寄郡、白糠郡、阿寒郡）
- 広島藩領、1869年 - 1870年（網尻郡）
- 佐賀藩領、1869年 - 1871年（釧路郡、川上郡、厚岸郡）

※福山藩領は、1869年-1870年までは兵部省領

### 人口
1872年（明治5年）の調査では、人口1734人を数えた。

## 釧路国の合戦
- 1669年：シャクシャインの戦い